# Guardando o Rebanho
Guardando o Rebanho é um óleo sobre tela da autoria do pintor português Silva Porto. Pintado em 1893 e mede 160 cm de altura e 200 cm de largura.
A pintura pertence ao Museu Nacional de Soares dos Reis de Porto.